# Bismarck (1940)
Bismarck ist ein deutscher Spielfilm des Regisseurs Wolfgang Liebeneiner aus dem Jahr 1940. Diese Filmbiografie Otto von Bismarcks gehört mit Die Entlassung (1942) zu den nationalsozialistischen Propagandafilmen, die Bismarck als Vorbild und angeblichen Vorläufer Adolf Hitlers in Szene setzen.

## Inhalt
Obwohl er bei der Königin Augusta und dem Landtag unbeliebt ist, wird Otto von Bismarck von König Wilhelm I. auf Anraten seines Kriegsministers Albrecht von Roon ins Kabinett berufen. Es hagelt innenpolitische Angriffe im Landtag und von Seiten des Kronprinzen Friedrich Wilhelm. Vor allem der preußische Abgeordnete und Mediziner Rudolf Virchow ist sein schärfster Gegner. Bismarck löst den Landtag auf und unternimmt die verfassungswidrige Heeresreform. Er verbündet sich mit Österreich gegen Dänemark. Es kommt zu einem kurzen Deutsch-Dänischen Krieg. Dann kommt es zum Krieg gegen Österreich. Nach der siegreichen Schlacht bei Königgrätz kämpft Bismarck anfangs vergeblich gegen eine Weiterführung des Krieges. Der König, im Siegesrausch, ist besessen von dem Ziel, in Wien einzumarschieren. Mit Hilfe des Kronprinzen, der sich zum ersten Mal auf Bismarcks Seite schlägt, kann der Friedensplan doch noch durchgesetzt werden.

## Produktion und Propaganda
Die Idee zum Film kam von Tobis-Produktionschef Ewald von Demandowsky, der damit Wünschen von Reichspropagandaminister Joseph Goebbels nachzukommen suchte.
Entstehung und Uraufführung des Films fallen in die Zeit des deutsch-sowjetischen Nichtangriffspaktes und der Besetzung Polens durch Deutschland und die Sowjetunion. Entsprechend weist Bismarck den König darauf hin, dass die Militärkonvention mit Russland Preußen den Rücken frei halte; auf den Einwand des Königs hin, dass aber doch die Presse auf der Seite Polens sei, entgegnet Bismarck: „Bis die Schreier sich zu Taten entschließen, sind wir gerüstet. Sie wetzen ihre Mäuler und schießen mit Papier. Wir wetzen unsere Säbel und werden mit dem Zündnadelgewehr schießen.“ „Die Zeitungen sind nicht die Nation“: Mit seiner Verachtung der Medien, die die nationalsozialistische Propaganda gegen demokratische Institutionen bedient, sucht Bismarck den König zu beruhigen.
Ursprünglich sollte Bismarck diverse antisemitische Szenen enthalten, die den Kampf der Juden in England gegen Bismarck als Gründer des Deutschen Reichs zum Thema gehabt hätten. Hiermit hätte sich Bismarck in andere aggressiv-antisemitische Filme des Jahres 1940 (Die Rothschilds, Jud Süß, Der ewige Jude) eingereiht. Im tatsächlich gedrehten Film blieb dann nur eine antisemitische Episode übrig: das erfolglose Attentat eines Juden auf Bismarck, wobei es stimmt, dass der Bismarck-Attentäter Ferdinand Cohen-Blind Jude war. Er wird im Film als „englischer Jude“ bezeichnet, wurde jedoch in Deutschland geboren. Im Alter von fünf Jahren wanderte er 1849 mit seiner Familie nach Frankreich aus, drei Jahre später weiter nach England.
Der Film setzt Bismarck als Vorläufer Adolf Hitlers in Szene und als einen bedeutenden Mann, der gegen die Welt allein steht als Führergestalt mit seinem Willen und Genius, um seinem Land zur Größe zu verhelfen. Dieses Motiv taucht in Liebeneiners Die Entlassung (1942) wieder auf, dessen Held wiederum Bismarck ist; in anderen Filmen kam diese Rolle Friedrich dem Großen zu, so in Carl Froelichs Der Choral von Leuthen (1933), Hans Steinhoffs Der alte und der junge König (1935), Johannes Meyers Fridericus (1936) und Veit Harlans Der große König (1940/42).
Allerdings ist auch Moltke im Film ein selbstsicherer „bedeutender Mann“. Er siegt bei Königgrätz, als wäre es eine Schachpartie; im Film wird kein einziger kämpfender Soldat gezeigt.
Gedreht wurde vom 10. Juni 1940 bis zum September 1940 in Plau, Wien, Bad Gastein, Berlin und Potsdam. Im Potsdamer Stadtteil Babelsberg fanden Dreharbeiten zu Szenen zwischen Wilhelm I. und Bismarck statt, die am tatsächlichen Ort der Ereignisse entstanden, den Terrassen rund um das Schloss Babelsberg im Park Babelsberg.
Die Uraufführung des damals als jugendfrei eingestuften Films fand am 6. Dezember 1940 in Berlin im Ufa-Palast am Zoo statt. Nach Kriegsende wurde die Aufführung des Films von der alliierten Militärregierung verboten. Nach der Gründung der Bundesrepublik Deutschland wurde Bismarck nicht als Vorbehaltsfilm eingestuft, sondern erhielt von der FSK eine Altersfreigabe ab 18 Jahren.

## Auszeichnungen
Die Filmprüfstelle gab dem Film die Prädikate „staatspolitisch und künstlerisch besonders wertvoll“ sowie „jugendwert“.

## Kritiken
Das Lexikon des internationalen Films sieht in Bismarck einen „[h]istorisch-biografische[n] Film über die Berufung Otto von Bismarcks zum preußischen Ministerpräsidenten 1862 bis zum Vorfrieden von Nikolsburg 1866“, dem es darum gehe, den „eisernen Kanzler“ zu porträtieren und ihm dabei das alleinige Verdienst um die Reichsgründung 1871 zuzuschreiben. Die sorgfältige Darstellung anerkennt das Lexikon genauso wie den Versuch der Konstruktion von „Entwicklungslinien bis zu Hitler“.